# وقتی شیطان نامت را فرا می‌خواند
وقتی شیطان نامت را فرا می‌خواند (کره‌ای: 악마가 너의 이름을 부를 때) یک مجموعهٔ تلویزیونی کره جنوبی سال ۲۰۱۹ با بازی جونگ کیونگ هو، پارک سونگ وونگ، لی سول و لی ال است. این مجموعه الهام گرفته از اثر یوهان ولفگانگ فون گوته به نام فاوست است. این مجموعه از ۳۱ ژوئیه تا ۱۹ سپتامبر ۲۰۱۹ روزهای چهارشنبه و پنجشنبه ساعت ۲۱:۳۰ (کی‌اس‌تی) از تی‌وی‌ان برای ۱۶ قسمت پخش شد.

## بازیگران

### اصلی
- جونگ کیونگ هو در نقش هاریپ / سو دونگ چون[۱]
- پارک سونگ وونگ در نقش مو ته گانگ / ریو[۲]
  - نام دا-روم در نقش شکل واقعی ریو
- لی سول در نقش کیم یی گیونگ[۲]
- لی ال در نقش جی سو یونگ[۲]

## تولید
وقتی شیطان نامت را فرا می‌خواند همکاری دوبارهٔ بازیگران جونگ کیونگ هو و پارک سونگ وونگ است که پیش از این در زندگی در مریخ (۲۰۱۸) همبازی بوده‌اند. صدای خوانندگی لی سول توسط خواننده سوندیا (کره‌ای: 손디아) انجام شده‌است.